# Katarina Stensson
Esther Katarina Stensson (nascida a 21 de agosto de 1988 em Örebro) é uma política sueca e líder do Partido Pirata Sueco com um mandato de 2019–2021 Stensson fez um exame de mestrado em engenharia física no Instituto Real de Tecnologia em 2014 e uma licenciatura em física em 2018. Stensson é Vice-Presidente da empresa "Checheza AB ", empresa focada em aulas online. Em 2020 ela fez o exame de professora para trabalhar como professora de física e matemática.
Entre 2012 e 2014, Stensson foi a líder do projecto para a organização Womengineer. Stensson ocupou um lugar no conselho de administração do serviço gratuito de aulas de matemática Mattecentrum de 2014 a 2017.